# Едвард Лєпший
Едвард Ігнатій Ян Лєпший (пол. Edward Ignacy Jan Lepszy, 4 травня 1855 Освенцім — 10 квітня 1932 Краків) — польський живописець. Народився в Освенцімі у сім'ї Яна Лєпшого і Анелі Скірлінської. Реальну школу відвідував у Вадовіцах і Кракові. Від 1873 року навчався у Краківській школі мистецтв. Навчався зокрема у Яна Матейка на відділі композиції. У 1890–1893 роках подорожував. Побував у Литві, Латвії і Білорусі. 1894 року став асистентом Леонарда Марконі на кафедрі рисунку і моделювання Львівської політехніки. Згодом професор. Організував у Львові приватну школу малярства для жінок. Паралельно викладав рисунок у монастирі «серцанок». 1904 року видав альбом «Зразки до науки малюнку». Член Товариства приятелів красних мистецтв, експонував роботи на виставках товариства. Помер у Кракові, похований на Раковицькому цвинтарі у родинному гробівці, поле Ad.
Роботи
- Участь у виконанні поліхромій Мар'яцького костелу у Кракові.
- Морські пейзажі, виконані під час подорожей, портрети.
- Цикл із семи картин, виконаний у 1893 році для костелу Марії Сніжної у Львові. Сюжети євангельські, писані на полотні пігментами на основі тваринного клею. За технікою виконання імітують мозаїку і одночасно — готичну фреску. Стилізовані у дусі неоготики з неороманськими елементами.[2]
- Вітраж «Казимир Великий — фундатор катедри» у Латинському катедральному костелі у Львові. Над головним вівтарем — «Найсвятіша Марія Діва, Королева Польської корони» (1902).[3]